# Бертил Олин
Бѐртил Готхард Олѝн (на шведски: Bertil Gotthard Ohlin, на шведски се изговаря [ˈbærtil uˈliːn]) е известен шведски икономист и политик. През 1977 г., заедно с британския икономист Джеймс Мийд, получават Нобелова награда за икономика за оригинален принос в теорията за международната търговия и теорията за движението на международния капитал.

## Биография
Бертил Олин следва в Университета в Лунд и в Стокхолмското училище по икономика. През 1925 г. става ръководител катедра по икономикс в Копенхагенския университет. По-късно се премества в Стокхолмското училище по икономикс, където работи като преподавател до пенсионирането си през 1965 г. От 1938 до 1970 г. е член на Парламента на Швеция. Лидер на шведската Народна партия (либерална) в периода между 28 септември 1944 - 1967 г., когато партията е в опозиция. Министър на външните работи от 1944 до 1945 г. (през Втората световна война).
Бертил Олин е роден на 23 април 1899 г. в Клипан, Южна Швеция. През 1923 г. получава магистърска степен по икономика в Харвард, а докторска - година по-късно в Стокхолмския университет. Преподава в Копенхагенския университет в продължение на 5 години (1925-1930).
Бертил Олин има значителен принос в съвременната макроикономическа теория, за която доразвива част от идеите на Дж. М. Кейнс. Но в икономикса е най-известен с теорията за основите на външната търговия. Заедно със своя сънародник Ели Хекшер разработва популярната концепция за възможностите на специализацията в международния обмен.
Според теоремата Хекшер – Олин, предимствата в търговията между страните израстват от различията в надареността с производствени фактори. Всяка държава би трябвало да изнася стоки, за чието производство използва, и то най-интензивно, по-изобилния фактор.
Този принцип за пръв път е бил огласен от Е. Хекшер в статия от 1919 г. и повторно публикуван в „Четива по теория на международната търговия" от 1949 г.
В произведението си „Междурегионална и международна търговия" (1933 г.) Олин преоткрива значимостта в разположението на факторите и начина на тяхното използване във външната търговия. Тази идея по-късно вдъхновява и Пол Самуелсон в създаването на теорията за изравняването на цената на производствените фактори в резултат от интензивния международен обмен.
Умира на 3 август 1979 г. на 80 години.